# Rhogeessa
A Rhogeessa az emlősök (Mammalia) osztályának a denevérek (Chiroptera) rendjébe, ezen belül a kis denevérek (Microchiroptera) alrendjébe és a simaorrú denevérek (Vespertilionidae) családjába tartozó nem.

## Rendszerezés
A nembe az alábbi 2 alnem és 11 faj tartozik:
- Rhogeessa
  - Rhogeessa aeneus
  - Rhogeessa genowaysi
  - Rhogeessa gracilis
  - Rhogeessa hussoni
  - Rhogeessa io
  - Rhogeessa minutilla
  - Rhogeessa mira
  - Rhogeessa parvula
  - Rhogeessa tumida – típusfaj
  - Rhogeessa velilla
- Baeodon
  - Rhogeessa alleni